# Werner Theodor Martini

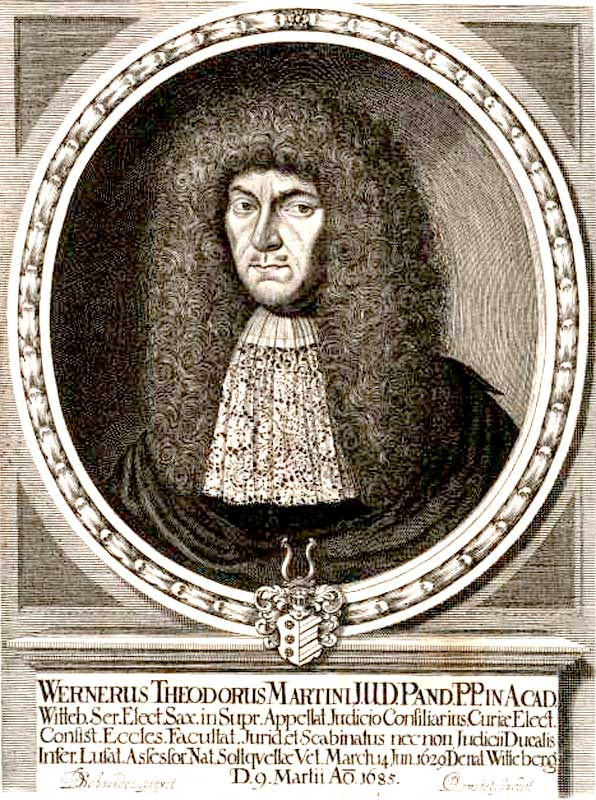
Werner Theodor Martini

Werner Theodor Martini (* 14. Juni 1626 in Salzwedel; † 10. März 1685 in Wittenberg) war ein deutscher Rechtsgelehrter.

## Leben und Wirken
Martini wurde 1626 als Sohn des späteren Ratsherren und Bürgermeisters Johann Martini (Mertens) und dessen Frau Anna Elisabeth (geb. Reich), in der Neustadt Salzwedel, geboren. Er besuchte die Schule in Salzwedel, Brandenburg und Lüneburg. Das Studium der Rechtswissenschaften absolvierte er ab 1647 an den Universitäten Rostock, 1651 an der Universität Frankfurt (Oder), später in Leipzig und Jena.
Größere Studienreisen machte Martini mit den Herren von Eltz durch Deutschland und Holland und knüpfte dabei erste Beziehungen zu bedeutenden Gelehrten. Danach kam er als Hofmeister des Baron von Schulenburg über Kassel und Marburg, nach Heidelberg. Dort erteilte er bis 1658 Privatunterricht in den „Rechten“ (Rechtskunde), bis er schließlich 1659 in Jena die Doktorwürde erwarb.
Seine an verschiedenen Universitäten im In- und Ausland erworbenen Fähigkeiten in Rechtswissenschaft und Politik, die vorhandenen Fremdsprachenkenntnisse und die an Fürstenhöfen erstandenen Erfahrungen brachten ihm hochrangige Empfehlungen. So verwandte sich unter anderem der Markgraf Christian Ernst von Baireuth für Martini. Das brachte ihm im Jahre 1662 die Professur für Rechtswissenschaften an der Universität Leucorea in Wittenberg und zunächst eine Beisitzerstelle am Hofgericht ein.
Später bekam er eine Stelle als Appellationsrat in Dresden und das Assessorat am Niederlausitzischen Landgericht. In den Sommersemestern 1662, 1669, 1677 und 1683 war er Rektor der Universität Wittenberg.

## Familie
Martini heiratete 1662 in Dresden Magdalena Sibylla, die Tochter des kursächsischen Oberhofpredigers Jakob Weller von Molsdorf. Aus dieser Ehe gingen elf Kinder hervor, darunter ein Sohn gleichen Namens, der sich ebenfalls als Jurist hervortat, aber bereits 1698 starb. Bekannt sind die Kinder:
1. Johann Jacob Martini (* 1. Januar 1667 in Wittenberg)
2. Werner Theodor Martini (* 9. November 1668 in Wittenberg)
3. Christina Sibylla Martini (* 12. Oktober 1670 in Wittenberg)
4. Paul Friedrich Martini (* 7. August 1672 in Wittenberg) wird Kauf und Handelsherr in Freiberg
5. Magdalena Elisabeth Martini (* 23. Juni 1674 in Wittenberg) heiratet den Juwelier in Freiberg Tobias Richter
6. Gottfried August (* 20. April 1676 in Wittenberg)
7. Christian Gotthelf Martini (* 24. Juni 1677 in Wittenberg)
8. Christian Gottlieb Martini (* 28. Juli 1680 in Wittenberg) wird königlich polnischer und kurfürstlich sächsischer Wachtmeister
9. Abraham (* 22. September 1684 in Wittenberg)
10. Anna Christina Martini (starb jung)
11. Maria Dorothea Martini (starb jung)

## Werke (Auswahl)
Von den Publikationen Martinis sind insbesondere „Jurisprudentia criminalis“ und „Constitutiones Electorales Saxonicae“ erwähnenswert. Die 1669 als Buch veröffentlichte „Jurisprudentia criminalis“ setzt sich aus zehn Dissertationen zusammen, welche die einzelnen Hauptmaterialien des Strafrechts behandeln. In ähnlicher Form hat Martini auch das damalige Lehnrecht dargestellt. Andere Disputationen befassen sich hingegen mit Teilen des Zivilrechts und des Staatsrechts sowie des sächsischen Rechts. Letzterem widmete Martini eine Folge von Dissertationen, die unter dem oben genannten Titel „Constitutiones Electorales Saxonicae divi Augusti, notis theoreticis et praticis illustratae“ 1684 erschienen ist.
- Jurisprudentia criminalis. 10 Bände. Wendt, Wittenberg 1669.
- Constitutiones Electorales Saxonicæ Divi Augusti Notis Theoreticis et Practicis illustratæ et in Academia Wittenbergensi Publicis aliqvot Dissertationibus ventilatæ. Henckel, Wittenberg 1684. (Digitalisat)
- De transmissionibus actorum. (Resp. Johannes Gabriel Lotter) Henckel, Wittenberg 1670. (Digitalisat)
- Disputationem juridicam De sequestro. (Resp. Christian Radewaldt) Henckel, Wittenberg 1670. (Digitalisat)
- Disputatio Theoretico-Practica De Iniuriis, tam Reali; quàm Verbali Scriptâ simplici et Famoso Libello. (Resp. Johann Gottfried Steltzner) Henckel, Wittenberg 1677.
- Disputatio inauguralis de restitutione alieni injuste ablati. (Resp. Heinrich Beinrad) Henckel, Wittenberg 1673. (Digitalisat)
- Dissertatio juridica de jure civili Romano ante Justiniani tempora. (Resp. Christian Wilhelm Derschau) Henckel, Wittenberg 1674. (Digitalisat)
- De excusationibus tutorum & curatorum. (Resp. Christian Adam Schleussing) Henckel, Wittenberg 1676. (Digitalisat)
- Disputatio inauguralis de usu et abusu monomachiae. (Resp. Joachim Ernst Resius) Wendt, Wittenberg 1666. (Digitalisat)
- Disputatione  iuridica publica de libera imperii nobilitate Franconiae, Sueviae ... an status Imperii dicenda sit? (Resp. Adam Joachim von Kyaw) Wendt, Wittenberg 1669. (Digitalisat)
- Discursus academicus de celeberrimo potentissimoque Imperio Romano-Germanico, in genere, & in specie de imperatore augustissimo. Fincel, Wittenberg 1664. (Digitalisat)
- Dissertatio iuridica de inquisitione criminali. (Resp. Gottfried Vogler) Schmatz, Wittenberg 1671. (Digitalisat)
- Dissertatio iuridica de carceribus, eorumque usu et abusu in causis criminalibus. (Resp. Christian Keilpflug) Schmatz, Wittenberg 1671. (Digitalisat)
- De nobilitate, que liberis acquiritur.[3]
- Disputatio inauguralis de iure venandi. (Resp. Johannes Jacob Zinck) Schmatz, Wittenberg 1669. (Digitalisat)
- Disputatio inauguralis de auxilio restitutionis in integrum, sexui foeminino de iure communi et saxonico competente. (Resp. Adam Christoph Jacobi) Henckel, Wittenberg 1671. (Digitalisat)
- Disputatio iuridica De consuetudine. (Resp. Johann Christoph Gleichmann) Henckel, Wittenberg 1675. (Digitalisat)
- De testamento paterno minus solenni. (Resp. Samuel Zinck) Henckel, Wittenberg 1675. (Digitalisat)
- Dissertatio iuridica de gradibus culpae et poenae in delictis. (Resp. Michael Balthasar Hildebrand) Schrödter, Wittenberg 1680. (Digitalisat)
- Disputatio juridica inauguralis, De sumptibus pietatis caussa factis. (Resp. August Coselius) Henckel, Wittenberg 1683. (Digitalisat)
- Dissertatio juridica de apanagio. (Resp. Hans Gebhard Stiehl) Wilcke, Wittenberg 1684. (Digitalisat)
- Dissertatione inauguralis De mercibus illicitis seu contrabandis. (Resp. Caspar Heinrich Horn) Henckel, Wittenberg 1684. (Digitalisat)
- Disputatio juridica De agricolis. (Resp. Thomas Georgi) Fincel, Wittenberg 1683. (Digitalisat)
- De commissariis disputatio. (Resp. Gottfried Becker) Fincel, Wittenberg 1668. (Digitalisat)
- Dissertatio inauguralis de sanctitate et justitia legum Romanarum contra personatos quosdam autores. Röhner, Wittenberg 1663. (Digitalisat)
- Dissertatio Iuridica De Procuratoribus. (Resp. Heinrich Grempler) Schmatz, Wittenberg 1674. (Digitalisat)
- Disputatio Iuridica De Quaestionibus Et Torturis . (Resp. Johann Valerian Fischer)  Henckel, Wittenberg 1668. (Digitalisat)
- Iuris Civilis Saxonici Dissertatio Prima De Iure Saxonum Veteri Et Moderno In Genere. (Resp. Marcus Johannes Simonius) Röhner, Wittenberg 1663. (Digitalisat)
- Disputatio iuridica de ortu et progressu iuris Iustinianei. (Resp. Gpttfried Corthym) Henckel, Wittenberg 1670. (Digitalisat)
- Dissertatio criminalis ... de incendio, vi publica et privata et crimine falsi. (Resp. Moritz Schwabe) Wittenberg 1666.[4]